# Pueblo Bello
Pueblo Bello è un comune della Colombia facente parte del dipartimento di Cesar.
Il centro abitato venne fondato da A. Sierra nel 1777.